# Alexandre Grandazzi
Alexandre Grandazzi, né le 8 février 1957, est un archéologue français et un spécialiste de l'Antiquité romaine.

## Biographie
Il consacre sa thèse sous la direction de Pierre Grimal à Albe la Longue. Publié en 2008, ce travail est qualifié par Jacques Poucet de « monumental, audacieux, érudit, fouillé et original ».
Professeur à la Sorbonne où il dirige le département d'études latines, Alexandre Grandazzi a publié plusieurs ouvrages concernant les origines, et l'histoire de la Rome antique,.

### Cursus universitaire
- Ancien élève à l'École normale supérieure (promotion 1976 Lettres)
- Agrégé de lettres classiques
- Ancien membre de l'École française de Rome
- Professeur à l'UFR de latin à l'université de Paris-Sorbonne[8].

## Publications
- La Fondation de Rome : Réflexion sur l'Histoire, Paris, Les Belles Lettres, coll. « Histoire », 1991, 338 p. (ISBN 978-2-251-38010-0)

- Prix Bordin 1992 de l'Académie des inscriptions et belles-lettres
- Les Origines de Rome, Paris, Presses universitaires de France, coll. « Que sais-je ? », 2003, 127 p. (ISBN 978-2-13-053219-4)
- Alba Longa, histoire d'une légende : Recherches sur l'archéologie, la religion, les traditions de l'ancien Latium, Ecole Française de Rome, coll. « BEFAR », 2008, 988 p. (ISBN 978-2-7283-0412-7)
- Urbs. Histoire de la ville de Rome des origines à la mort d'Auguste, Perrin, 2017, 768 p., prix Chateaubriand 2017[9]